# Le Doux Pays de mon enfance
Pour plus de détails, voir Fiche technique et Distribution.
Le Doux Pays de mon enfance est un téléfilm français réalisé par Jacques Renard en 2006.

## Synopsis
Roger Joly, français marié, père de trois enfants, mène une vie comblée de bonheur familial et jouit d'une excellente situation professionnelle comme vendeur de voitures de luxe. Amoureux de la langue française et amateur de poésie, il est également excellent pianiste lorsqu'il accompagne sa fille à son cours de ballet. Mais à la suite d'un banal contrôle de police, commence un acharnement judiciaire contre lui : il est accusé d'avoir usurpé l'identité d'un français détenu à Alger, alors qu'il y était lui aussi emprisonné. Le juge d'instruction, un homme à la froide détermination, l'accuse de s'appeler en réalité Aziz Ben Salah, d'être tunisien et d'avoir vécu en France en situation irrégulière. Mais Joly passe son temps à nier, alors que les preuves de son imposture et les témoignages de la famille Ben Salah contre lui sont accablants.

## Distribution
- Daniel Russo : Roger Joly
- Isabelle Renauld : Monique Joly
- Yohana Rocher : Chloë
- Pierre Reggiani : homme âgé palais
- Isabelle Tanakil : Mme Langevin
- Monique Mauclair : La sœur #2 de Roger

## Divers
- Daniel Russo a obtenu le prix « FIPA d'or d'interprétation masculine » 2006 pour sa participation au film
- Le film se termine par l'extrait « Douce France, cher pays de mon enfance... » de la chanson de Charles Trenet